# الزيتون (تروال)
الزيتون هي إحدى مشيخات المملكة المغربية، تتبع جغرافيا لإقليم وزان وإداريًا لتروال. يقدر عدد سكانها بـ 8649 نسمة حسب الإحصاء الرسمي للسكان والسكنى لسنة 2004.